# Yassine Azzagari
Yassine Azzagari (Goes, 24 juli 2001) is een Nederlands voetballer die als middenvelder speelt. Sinds januari 2025 staat Azzagari onder contract bij derdedivisionist VV Kloetinge.

## Carrière
Yassine Azzagari speelde in de jeugd van VV Kloetinge en de Jeugd Voetbal Opleiding Zeeland, waarna hij in 2018 na een stage werd aangenomen in de jeugdopleiding van NAC Breda. Hij debuteerde op zeventienjarige leeftijd op 15 mei 2019 in het eerste elftal van het al gedegradeerde NAC, in de met 0-0 gelijkgespeelde thuiswedstrijd tegen PEC Zwolle. Azzagari kwam in de 46e minuut in het veld voor Anouar Kali.

### Statistieken
| Seizoen                        | Club           | Land           | Competitie     | Competitie | Competitie | Beker | Beker | Totaal | Totaal |
| Seizoen                        | Club           | Land           | Competitie     | Wed.       | Dlp.       | Wed.  | Dlp.  | Wed.   | Dlp.   |
| ------------------------------ | -------------- | -------------- | -------------- | ---------- | ---------- | ----- | ----- | ------ | ------ |
| 2018/19                        | NAC Breda      | Nederland      | Eredivisie     | 1          | 0          | 0     | 0     | 1      | 0      |
| 2019/20                        | NAC Breda      | Nederland      | Eerste divisie | 6          | 0          | 3     | 0     | 9      | 0      |
| 2020/21                        | NAC Breda      | Nederland      | Eerste divisie | 10         | 0          | 1     | 0     | 11     | 0      |
| 2021/22                        | NAC Breda      | Nederland      | Eerste divisie | 24         | 2          | 2     | 0     | 26     | 2      |
| 2022/23                        | FC Eindhoven   | Nederland      | Eerste divisie | 11         | 0          | 0     | 0     | 11     | 0      |
| Carrièretotaal                 | Carrièretotaal | Carrièretotaal | Carrièretotaal | 52         | 2          | 6     | 0     | 58     | 2      |
| Bijgewerkt op 11 november 2022 |                |                |                |            |            |       |       |        |        |